# Station Linkhout
Station Linkhout is een voormalig spoorwegstation langs de Belgische spoorlijn 35 (Leuven - Aarschot - Hasselt) in Linkhout, een deelgemeente van de gemeente Lummen.
In 1899 werd de stopplaats Linkhout geopend. Het beheer gebeurde vanuit het station Schulen. In 1908 werd de stopplaats opgewaardeerd tot station.
0,0: Leuven ·
3,8: Holsbeek ·
6,0: Putkapel ·
7,1: Rotselaar ·
9,1: Wezemaal ·
12,3: Gelrode ·
15,5: Aarschot ·
19,3: Langdorp ·
25,2: Testelt ·
28,1: Zichem ·
33,2: Diest ·
38,5: Zelem ·
41,1: Linkhout ·
43,2: Schulen ·
46,5: Spalbeek ·
48,3: Kermt-Dorp ·
49,9: Kermt-Statie ·
53,8: Hasselt